# Nuussuaq (Nuuk)
Nuussuaq – północna dzielnica Nuuk, stolicy Grenlandii. Na północny wschód od niej znajduje się port lotniczy. Między Nuussuaq a pozostałą częścią miasta kursują autobusy komunikacji miejskiej, obsługiwane przez Nuup Bussii.

## Galeria

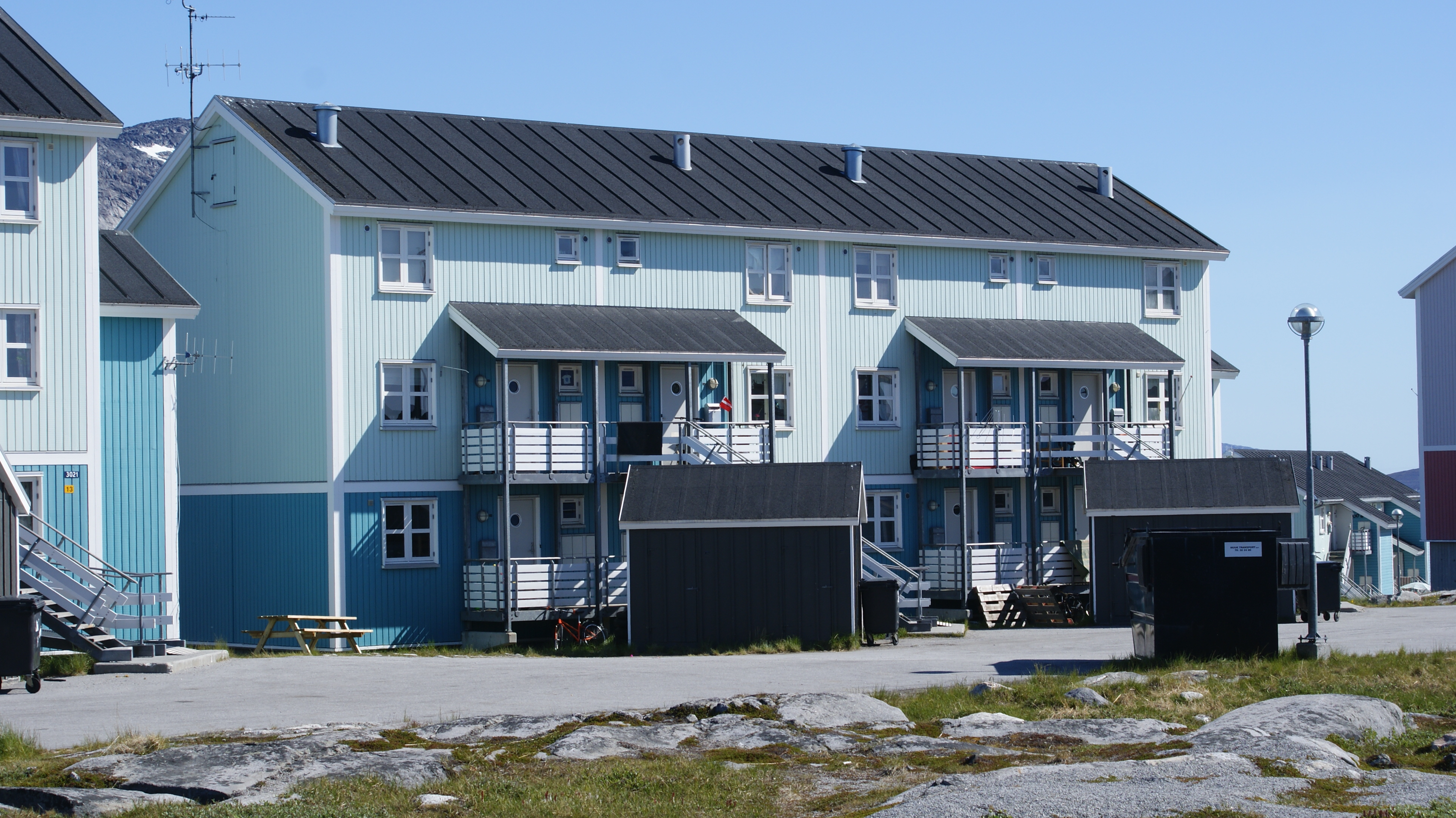
Nowoczesny dom mieszkalny w Nuussuaq
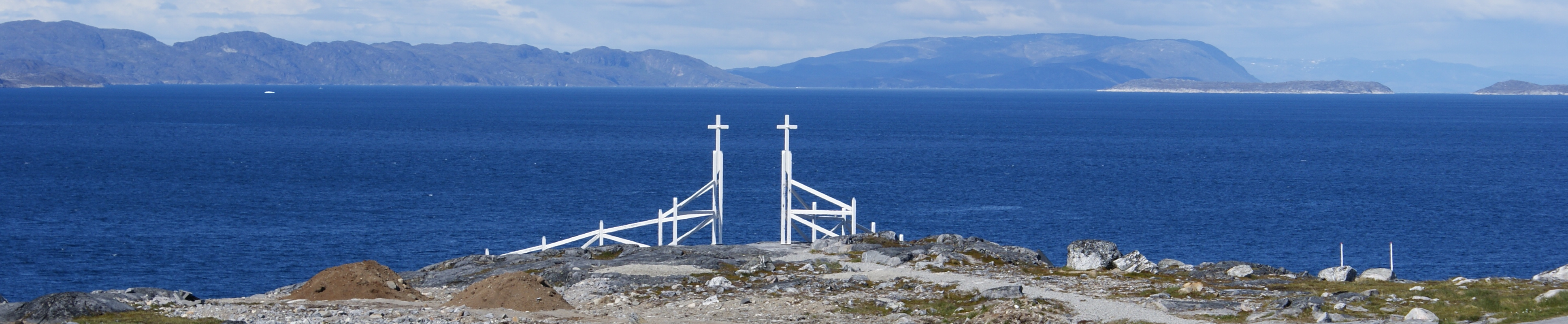
Fiord Nuup Kangerlua widziany z Nuussuaq
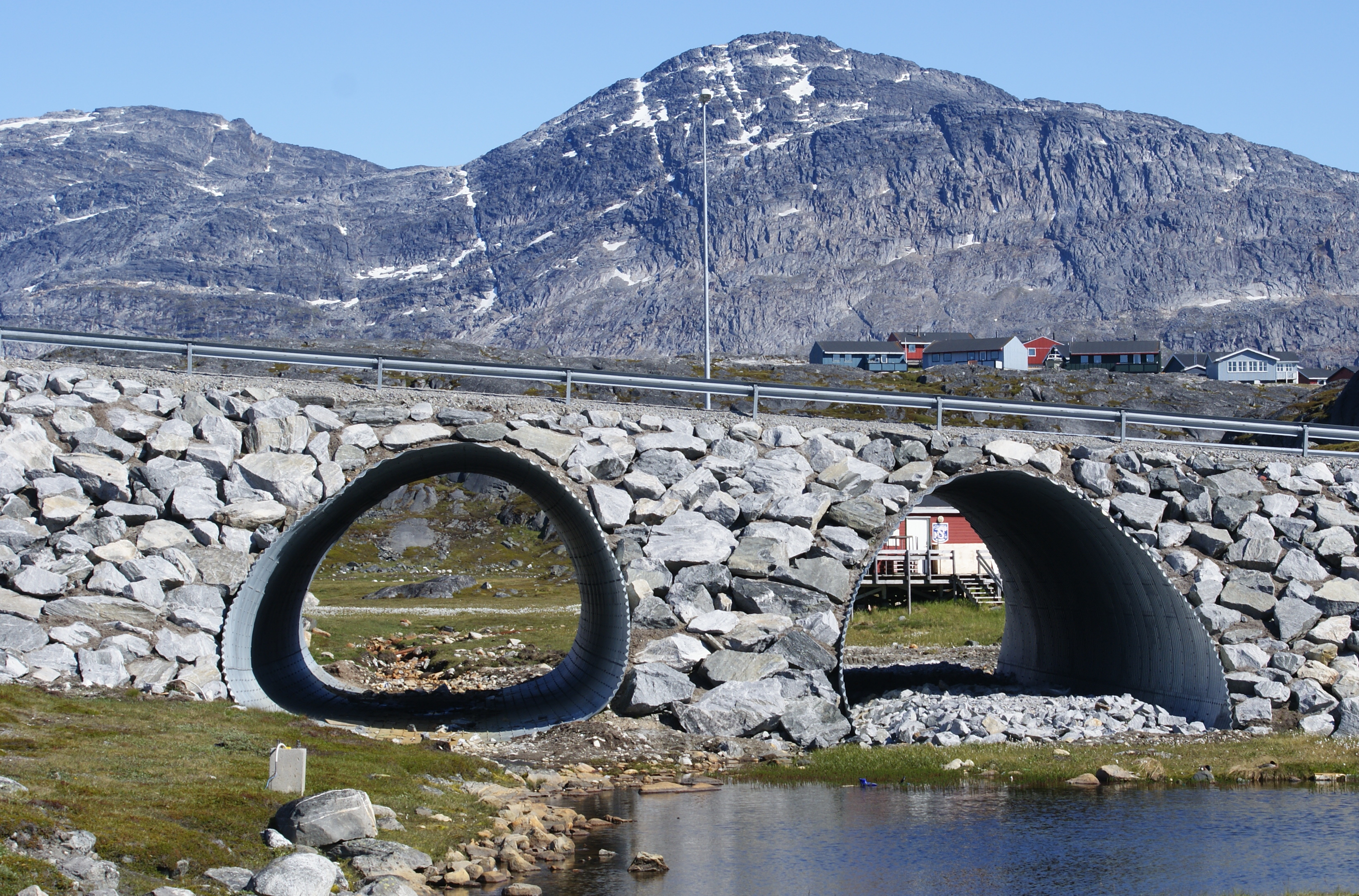
Góra Ukkusissat widziana z Nuussuaq